# Национальная библиотека Фарерских островов
Национальная библиотека Фарерских островов — национальная библиотека Фарерских островов, Королевство Дания. Это публичная и исследовательская библиотека.
В библиотеке хранится самая большая коллекция произведений на фарерском языке, произведений фарерских авторов и переводчиков, а также произведений о Фарерских островах.

## История

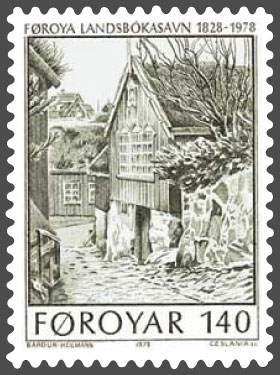
Первое здание библиотеки — перепечатка рисунка Флоры Хейльман 1937 года

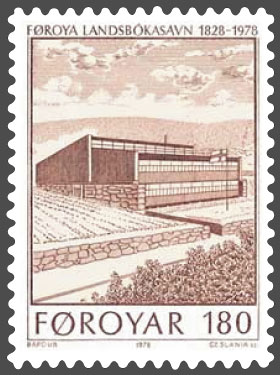
Библиотека на марке 1978 года

Библиотека была основана в 1828 году, когда датский губернатор Кристиан Людвиг Тиллиш (занимавший должность в 1825—1830 годах) и ревизор округа Йенс Давидсен начали собирать книги для Библиотеки округа Фарер. Им помогал датский учёный Карл Христиан Рафн и частные лица, 5 ноября 1828 года они начали получать ежегодную субсидию от короля. В 1831 году собрание насчитывало 2860 томов.
Библиотека приобрела собственное здание в 1830 году, Йенс Давидсен работал библиотекарем до своей смерти в 1878 году. К 1850 году в библиотеке хранилось около 5000 книг, но в период с 1878 по 1905 год проект застопорился до тех пор, пока его финансово не поддержал парламент Фарерских островов, Лёгтинг. Период расцвета библиотеки начался в 1921 году под руководством лингвиста Мадса Андреаса Якобсена (1891—1944), получившего образование библиотекаря в 1920 году. В период языкового конфликта между датским и фарерским языками она стала местом сбора национальных писателей и политиков. Она переехала в новое здание в 1931 году.
После установления самоуправления в 1948 году Лёгтинг значительно увеличил финансовую поддержку библиотеки, и её официальное название уже было на фарерском языке. Библиотека подверглась обновлению и расширению и, в соответствии с законом от 16 июня 1952 года, стала библиотекой обязательного экземпляра: издатели по закону обязаны депонировать четыре копии всех печатных материалов в фонд библиотеки.
С 24 сентября 1980 года библиотека размещается по адресу Й. К. Свабосгёта 16 в парке Viðarlundin á Debesartrøð, в специально построенном здании по проекту Якупа Паули Грегориуссена.
В 2011 году в целях экономии Национальная библиотека была административно объединена с Национальным архивом Фарерских островов, Национальным музеем Фарерских островов, Музеем естественной истории Фарерских островов и Морской биологической лабораторией Калдбака (Фарерские острова), сформировав Национальное наследие Фарерских островов.
По состоянию на декабрь 2013 года в стране также имеется 18 муниципальных и 13 школьных библиотек, которые в основном находятся в ведении Национальной библиотеки (первая муниципальная библиотека была основана в Клаксвуйке в 1950-х годах). Кроме того, в Художественном музее и некоторых других учреждениях есть собственные библиотеки.